# 日本レースクイーン大賞
日本レースクイーン大賞（にほんレースクイーンたいしょう）は、日本のレースクイーンに関する賞。
本記事では、派生イベントである「新人グランプリ」についても述べる。

## 概要
東京オートサロンの実質的な運営母体であり、レースクイーン専門誌『ギャルズパラダイス』が発行部数が低迷する中、モバイル版ギャルズパラダイスを運営していた株式会社トランスポーツ（現：株式会社サンズ）が中心の「日本レースクイーン大賞実行委員会」が主催するコンテストとして2010年より始まった。授賞式も東京オートサロンの中で行われるのが恒例となっている。
2023年現在は、日本のレースクイーンの中から実行委員会が選んだ100人がノミネートされ、その後一般のファンからの投票により100人→20人→5人と選抜が行われる方式である。最終的に上位5人が「日本レースクイーン大賞」受賞者となるほか、最上位のレースクイーンには「グランプリ」が授与される。
2013年からは、2010年より『ギャルズパラダイス』携帯サイトで毎年行われている「新人グランプリ」が本大賞の新人賞として位置づけられることになった。その年のSUPER GTでデビューしたレースクイーンを対象としており、最終結果は毎年7月上旬に開催されるイベント『ギャルパラ七夕祭り』で発表されている。また同年には、レースクイーンのNo.1コスチュームを決定する「コスチューム部門」（通称「コスチュームGP」）も設置されている。
2020年は新型コロナウイルス感染症流行の影響でレーススケジュールが大幅に変更されたことから、グランプリを始めとする大賞の選考は行われず、新人グランプリとコスチュームグランプリのみの開催になることが9月18日に発表された。授賞式も東京オートサロン自体が幕張メッセでの客入れ開催を見送ったことから、東京・秋葉原のパセラリゾーツ内での開催に変更された。
SUPER GTでは2024年度よりレースクイーンの呼称を『レースアンバサダー』にすることを同年3月16日に発表。これに伴い日本レースクイーン大賞は15回目の同年より『レースアンバサダーアワード』（RACE AMBASSADOR AWARD）に改めて開催することとなった。同時に実行委員会も「モータースポーツアンバサダーアワード実行委員会」に改称している。

### 冠スポンサー
2015年度（第6回）からは大会自体に冠スポンサーが付くようになり、年によってはスポンサー名を冠した賞が設けられることがある。なお、2020年度は先述の理由から冠スポンサーは付かなかった。
| 代    | 企業名                                      | 業種                                  | 担当回 （年度）                                  | 備考 |
| ----- | ------------------------------------------- | ------------------------------------- | ------------------------------------------------ | --- |
| 初代  | ポノス （PONOS）                            | ゲーム会社                            | 第6回 （2015年）                                 | 上位5人の中から「PONOS賞」も選出。 |
| 2代目 | モバオク                                    | インターネットオークション サイト運営 | 第7回 （2016年）                                 | コスチューム部門から冠スポンサーとして参加。 |
| 3代目 | グッドライド （GOODRIDE)                    | タイヤメーカー                        | 第8回（2017年） 第9回（2018年） 第10回（2019年） | 歴代最多の3年連続。 |
| 4代目 | メディバン （MediBang!）                    | WEBメディア・プラットフォーム         | 第12回 （2021年） 第14回（2023年）               | 2014年設立で、RQ大賞発足後に設立した企業としては初。 2021年度はファイナリスト20名の中から「MediBang賞」も選出。 2023年度は「メディバンネップリ」名義で本選の冠スポンサーを担当し、ファイナリスト20名の中から「メディバンネップリ賞」も選出した。 2024年度は後述の企業が協賛する為サポートスポンサーに降格している。 |
| 5代目 | GMOアダム （Adam by GMO）                   | NFTマーケットプレイス                 | 第13回（2022年） 第14回（2023年秋まで）          | ファイナリスト20名の中から「Adam賞」も選出。 2023年度は新人グランプリとコスチュームグランプリで引き続き冠スポンサーを務めたが、メディバンの復帰により2年連続の本選協賛はならなかった。 |
| 6代目 | エクスコムグローバル （にしたんクリニック） | 美容内科 美容皮膚科                   | 第15回（2024年）                                 | ロゴマーク表記は「にしたん RACE AMBASSADOR AWARD 2024」。 |

### 司会者など
2014年（第5回）はテレビ東京の狩野恵里アナウンサー、2015年（第6回）は後述の佐野真彩が授賞式の司会を担当。2016年（第7回）からは渡辺順子が“日本レースクイーン大賞 オフィシャルMC”として定着し現在（2023年度）に至るが、2019年度（第10回）は渡辺が結婚・出産したことに伴い安東弘樹と水村リアに交代したため、一時降板していた。
司会者以外では、2010年の第1回でオートサロンイメージガールユニット『A-class』の2011年度メンバーだった葵ゆりか、春菜めぐみ、永井麻央、沢口けいこ、2013年の第4回で音楽ユニットのくりかまき（後に『あゆみくりかまき』と改名）が授賞式にプレゼンターとして参加。2015年の第6回では先述のポノスが冠スポンサーとなった関係で、同社の看板ゲームである『にゃんこ大戦争』をイメージしたRQユニット「にゃんこ大戦争ガールズ」を務めていた山岡実乃里と中村奏絵が授賞式をサポートした。
2018年（第9回）は冠スポンサーのGOODRIDEが東京オートサロン2019に出展していた関係で、GOODRIDEのブースモデルとして参加した鳳ゆまと吉村愛梨が授賞式のアシスタントも担当。2019年（第10回）では「MFGエンジェルス」として2020年のオートサロンイメージガールを務めていた林ゆめ、鈴木ユリア、乙顔聖加が授賞式のアシスタントも務めた。
2020年度は先述の『A-class』が4年ぶりに復活した関係で、2021年のA-classメンバーに選ばれた林紗久羅、中村比菜、苗加結菜、小林唯叶、美月がプレゼンターとして参加。そのうち中村はKOBELCO GIRLSとしても授賞式に登壇している。なお、苗加はサプライズ出演した2022年のオートサロン内で行われた表彰式でも、黒木麗奈、米倉みゆ（いずれも2022年度のA-classメンバー）と共に表彰サポートを行っている。

## 受賞者
※肩書は受賞当時。

### グランプリ
| 年 （回数）       | 受賞者 （出身地）     | 肩書                            | 大賞 受賞者                                       | 特別賞                                                                      | その他受賞者                                                  |
| ----------------- | --------------------- | ------------------------------- | ------------------------------------------------- | --------------------------------------------------------------------------- | ------------------------------------------------------------- |
| 2010年 （第1回）  | 美波千夏 （千葉県）   | AUTECHレースクイーン            |                                                   |                                                                             | 準グランプリ 柏木美里                                         |
| 2010年 （第1回）  | 美波千夏 （千葉県）   | AUTECHレースクイーン            | Qブロ！賞 瀬長奈津実                              |                                                                             |                                                               |
| 2010年 （第1回）  | 美波千夏 （千葉県）   | AUTECHレースクイーン            | ギャルズ・パラダイス賞 真野淳子                   |                                                                             |                                                               |
| 2010年 （第1回）  | 美波千夏 （千葉県）   | AUTECHレースクイーン            | PiggoHD賞 成島桃香                                |                                                                             |                                                               |
| 2011年 （第2回）  | 立花サキ （宮城県）   | UPGARAGEドリフトエンジェルス    |                                                   |                                                                             | 準グランプリ 水谷望愛 高橋としみ                              |
| 2011年 （第2回）  | 立花サキ （宮城県）   | レーシングミクサポーターズ      |                                                   |                                                                             | ファイナリスト 桃原美奈 春那美希 河原さゆり 大山美保 蒼井晴香 |
| 2012年 （第3回）  | 佐崎愛里 （愛知県）   | D'stationフレッシュエンジェルズ | 水谷望愛                                          | クリッカー賞                                                                |                                                               |
| 2012年 （第3回）  | 佐崎愛里 （愛知県）   | D'stationフレッシュエンジェルズ | 日野礼香                                          | テレビ東京賞                                                                |                                                               |
| 2012年 （第3回）  | 佐崎愛里 （愛知県）   | D'stationフレッシュエンジェルズ | 大山美保                                          |                                                                             |                                                               |
| 2012年 （第3回）  | 佐崎愛里 （愛知県）   | D'stationフレッシュエンジェルズ | 真矢                                              |                                                                             |                                                               |
| 2013年 （第4回）  | 佐野真彩 （香川県）   | WedsSport Racing Gals           | 日野礼香                                          | クリッカー賞 福岡アジアコレクション賞                                       |                                                               |
| 2013年 （第4回）  | 佐野真彩 （香川県）   | WedsSport Racing Gals           | 高橋美咲                                          | テレビ東京賞                                                                |                                                               |
| 2013年 （第4回）  | 佐野真彩 （香川県）   | WedsSport Racing Gals           | 有馬綾香                                          |                                                                             |                                                               |
| 2013年 （第4回）  | 佐野真彩 （香川県）   | WedsSport Racing Gals           | 春那美希                                          |                                                                             |                                                               |
| 2014年 （第5回）  | 日野礼香 （愛知県）   | IA GIRL STARS                   | 有馬綾香                                          | テレビ東京賞 東京中日スポーツ賞                                             | クリッカー賞 西村いちか                                       |
| 2014年 （第5回）  | 日野礼香 （愛知県）   | IA GIRL STARS                   | 荒井つかさ                                        | 福岡アジアコレクション賞                                                    |                                                               |
| 2014年 （第5回）  | 日野礼香 （愛知県）   | UPGARAGEドリフトエンジェルス    | 森園れん                                          |                                                                             |                                                               |
| 2014年 （第5回）  | 日野礼香 （愛知県）   | UPGARAGEドリフトエンジェルス    | 大山美保                                          |                                                                             |                                                               |
| 2015年 （第6回）  | 荒井つかさ （群馬県） | レーシングミクサポーターズ      | 清瀬まち                                          | 福岡アジアコレクション賞                                                    | 特別賞 永瀬あや                                               |
| 2015年 （第6回）  | 荒井つかさ （群馬県） | レーシングミクサポーターズ      | 千葉悠凪                                          |                                                                             | クリッカー賞 藤木由貴                                         |
| 2015年 （第6回）  | 荒井つかさ （群馬県） | レーシングミクサポーターズ      | 西村いちか                                        |                                                                             |                                                               |
| 2015年 （第6回）  | 荒井つかさ （群馬県） | レーシングミクサポーターズ      | 水谷望愛                                          | avex賞 テレビ東京賞                                                         |                                                               |
| 2016年 （第7回）  | 清瀬まち （岡山県）   | フレッシュエンジェルズ2016      | 林紗久羅                                          |                                                                             | 特別賞 阿久津真央 小越しほみ                                  |
| 2016年 （第7回）  | 清瀬まち （岡山県）   | フレッシュエンジェルズ2016      | 早瀬あや                                          | テレビ東京賞                                                                | クリッカー賞 山村ケレール                                     |
| 2016年 （第7回）  | 清瀬まち （岡山県）   | フレッシュエンジェルズ2016      | 藤木由貴                                          | 東京中日スポーツ賞 福岡アジアコレクション賞 avex賞                          |                                                               |
| 2016年 （第7回）  | 清瀬まち （岡山県）   | フレッシュエンジェルズ2016      | 藤井みのり                                        |                                                                             |                                                               |
| 2017年 （第8回）  | 阿久津真央 （大阪府） | Pacific Fairies 2017            | 藤木由貴                                          | 東京中日スポーツ賞 福岡アジアコレクション賞 テレビ東京賞 週刊プレイボーイ賞 | 特別賞 林紗久羅 蒼怜奈                                        |
| 2017年 （第8回）  | 阿久津真央 （大阪府） | Pacific Fairies 2017            | 小越しほみ                                        |                                                                             | クリッカー賞 鈴菜                                             |
| 2017年 （第8回）  | 阿久津真央 （大阪府） | Pacific Fairies 2017            | 安藤麻貴                                          |                                                                             |                                                               |
| 2017年 （第8回）  | 阿久津真央 （大阪府） | Pacific Fairies 2017            | 生田ちむ                                          | 沖縄カスタムショーアワード                                                  |                                                               |
| 2018年 （第9回）  | 林紗久羅 （東京都）   | D'stationフレッシュエンジェルズ | 藤木由貴                                          |                                                                             | 特別賞 川村那月 星野奏                                        |
| 2018年 （第9回）  | 林紗久羅 （東京都）   | D'stationフレッシュエンジェルズ | 小越しほみ                                        | テレビ東京賞                                                                | クリッカー賞 福岡アジアコレクション賞 中村比菜                |
| 2018年 （第9回）  | 林紗久羅 （東京都）   | D'stationフレッシュエンジェルズ | 林ゆめ                                            |                                                                             | ヤングマガジンMFゴースト賞 チャナナ沙梨奈                     |
| 2018年 （第9回）  | 林紗久羅 （東京都）   | D'stationフレッシュエンジェルズ | 生田ちむ                                          | 東京中日スポーツ賞                                                          | 週刊プレイボーイ賞 太田麻美                                   |
| 2019年 （第10回） | 川村那月 （福岡県）   | ZENT sweeties 2019              | 生田ちむ                                          | 東京中日スポーツ賞                                                          | クリッカー賞 永原芽衣                                         |
| 2019年 （第10回） | 川村那月 （福岡県）   | ZENT sweeties 2019              | 神尾美月                                          |                                                                             | 週刊プレイボーイ賞 宮本りお                                   |
| 2019年 （第10回） | 川村那月 （福岡県）   | ZENT sweeties 2019              | 中村比菜                                          | テレビ東京賞                                                                | 実行委員会特別賞 相沢菜々子 星野奏                            |
| 2019年 （第10回） | 川村那月 （福岡県）   | ZENT sweeties 2019              | 霧島聖子                                          |                                                                             |                                                               |
| 2021年 （第12回） | 川瀬もえ （京都府）   | Pacific Fairies 2021            | 相沢菜々子                                        | テレビ東京賞                                                                | クリッカー賞 藤井マリー                                       |
| 2021年 （第12回） | 川瀬もえ （京都府）   | Pacific Fairies 2021            | 今井みどり                                        | MediBang賞                                                                  | 週刊プレイボーイ賞 美月千佳                                   |
| 2021年 （第12回） | 川瀬もえ （京都府）   | Pacific Fairies 2021            | 太田麻美                                          |                                                                             | 実行委員会特別賞 葵井えりか 織田真実那 永原芽衣               |
| 2021年 （第12回） | 川瀬もえ （京都府）   | Pacific Fairies 2021            | 安田七奈                                          | 東京中日スポーツ賞                                                          | MediBang賞 愛川菜月 水瀬琴音 宮瀬七海                         |
| 2022年 （第13回） | 名取くるみ （千葉県） | Pacific Fairies 2022            | 織田真実那                                        |                                                                             | クリッカー賞 安西茉莉                                         |
| 2022年 （第13回） | 名取くるみ （千葉県） | Pacific Fairies 2022            | 藤井マリー                                        | Adam賞                                                                      | 週刊プレイボーイ賞 有栖未桜                                   |
| 2022年 （第13回） | 名取くるみ （千葉県） | Pacific Fairies 2022            | 益田アンナ                                        | テレビ東京賞                                                                | 実行委員会特別賞 水瀬琴音 仲美由紀 福江ななか                 |
| 2022年 （第13回） | 名取くるみ （千葉県） | Pacific Fairies 2022            | 宮瀬七海                                          | 東京中日スポーツ賞                                                          | Adam賞 名取くるみ 日南まみ 松田蘭                             |
| 2023年 （第14回） | 松田蘭 （愛知県）     | ZENT sweeties 2023              | 黒木麗奈                                          | テレビ東京賞                                                                | クリッカー賞 赤城ありさ                                       |
| 2023年 （第14回） | 松田蘭 （愛知県）     | ZENT sweeties 2023              | 仲美由紀                                          | メディバンネップリ賞                                                        | 週刊プレイボーイ賞 宇佐美なお                                 |
| 2023年 （第14回） | 松田蘭 （愛知県）     | ZENT sweeties 2023              | 広瀬晏夕                                          | メディバンネップリ賞                                                        | ヤングチャンピオン賞 日南まみ                                 |
| 2023年 （第14回） | 松田蘭 （愛知県）     | ZENT sweeties 2023              | 水瀬琴音                                          | 東京中日スポーツ賞                                                          | 実行委員会特別賞 花乃衣美優 南真琴                            |
| 2023年 （第14回） | 松田蘭 （愛知県）     | ZENT sweeties 2023              | メディバンネップリ賞 花乃衣美優 原あゆみ 亀澤杏菜 |                                                                             |                                                               |
| 2024年 （第15回） | 水瀬琴音 （東京都）   | D'stationフレッシュエンジェルズ | 有栖未桜                                          | テレビ東京賞                                                                | オプション賞 前田星奈                                         |
| 2024年 （第15回） | 水瀬琴音 （東京都）   | D'stationフレッシュエンジェルズ | 佐々木美乃里                                      | 週刊プレイボーイ賞 東京中日スポーツ賞                                       | ヤングチャンピオン賞 さかいゆりや                             |
| 2024年 （第15回） | 水瀬琴音 （東京都）   | D'stationフレッシュエンジェルズ | 央川かこ                                          | メディバンネップリ賞                                                        | 実行委員会特別賞 根岸しおり 前田星奈                          |
| 2024年 （第15回） | 水瀬琴音 （東京都）   | D'stationフレッシュエンジェルズ | 日南まみ                                          | メディバンネップリ賞                                                        | メディバンネップリ賞 水瀬琴音                                 |
| 2024年 （第15回） | 水瀬琴音 （東京都）   | D'stationフレッシュエンジェルズ | 東京オートサロン賞 水瀬琴音                       |                                                                             |                                                               |

- 清瀬まち
（7代目グランプリ）
- 林紗久羅
（9代目グランプリ）
- 2018年度 大賞受賞者一同

### ルーキーディヴィジョン
日本レースクイーン大賞では「新人グランプリ 最優秀新人賞」と呼称。
※2010 - 2012年は新人グランプリを1名選出。2013年以降は新人グランプリ3名を選出した中から1名を最優秀新人賞としているため、最優秀新人賞受賞者のみ記載。
| 年     | 受賞者     | 肩書                                      | 備考 |
| ------ | ---------- | ----------------------------------------- | --- |
| 2010年 | 水谷望愛   | エヴァンゲリオンレーシング レースクイーン | 2011年は準グランプリ、2012年はクリッカー賞、 2015年はavex賞を受賞                                                                                 |
| 2011年 | 前田真麻   | ZENT sweeties                             | 歴代唯一の昭和生まれ（1986年(昭和61年)生） からの最優秀新人賞。 2012 - 2013年のA-classメンバーも務めた。 その他受賞者：蒼井晴香、真矢、三島ゆかり |
| 2012年 | 中島亜莉沙 | GREEN TECH & LEON RACING LADY             | 準グランプリ：西村いちか、有馬綾香 |
| 2013年 | 小嶋千尋   | KOBELCO GIRLS                             | 準グランプリ：神谷まりな、荒井つかさ |
| 2014年 | 清瀬まち   | EXEDY RACING GIRLS                        | 準グランプリ：橘沙奈、Akira |
| 2015年 | 早瀬あや   | ZENT sweeties                             | 準グランプリ：菅野麻友、斉藤絢女 |
| 2016年 | 引地裕美   | エヴァンゲリオンレーシング レースクイーン | 準グランプリ：堀尾実咲、山本愛実 |
| 2017年 | 立花はる   | Pacific Fairies                           | 準グランプリ：中村比菜 特別賞：柳本絵美 クリッカー賞：はらことは                                                                                  |
| 2018年 | 林ゆめ     | Pacific Fairies                           | 準グランプリ：小嶋みやび 特別賞：宮本りお クリッカー賞：日向ゆき                                                                                  |
| 2019年 | 高橋菜生   | TEAM GOH MODELS                           | 準グランプリ：澤田実架、橘香恋 特別賞：有栖未桜 クリッカー賞：水瀬琴音                                                                            |
| 2020年 | あのん     | ITOCHU ENEX IMPUL LADY                    | その他受賞者：安西まりな、桜田莉奈、松田蘭、原あゆみ 特別賞：葵井えりか、葉月美優 クリッカー賞：美月千佳 東京中日スポーツ賞：松田蘭               |
| 2021年 | 川瀬もえ   | Pacific Fairies 2021                      | その他受賞者：長坂有紗、名取くるみ、広瀬晏夕、小柳あずき 特別賞：長坂有紗 クリッカー賞：東海林里咲 東京中日スポーツ賞：広瀬晏夕                   |
| 2022年 | 七瀬なな   | Pacific Fairies 2022                      | その他受賞者：朝倉咲彩、早川みゆき 特別賞：黒木麗奈、蒼雪乃 クリッカー賞：涼雅 東京中日スポーツ賞：葵成美                                         |
| 2023年 | 木村楓     | 2023SARDイメージガール                    | その他受賞者：一之瀬優香、八伏紗世 特別賞：佐々木美乃里、葉月ゆうか クリッカー賞：根岸しおり                                                      |
| 2024年 | 夏実晴香   | ENEOS GIRLS 2024                          | その他受賞者：林れむ、瀬名ひなの 特別賞：奥田千尋、渡川もも 東京中日スポーツ賞：林れむ メディバンネップリ賞：夏実晴香、倉町はんな、水城かおり     |
| 2025年 | RiO        | aprVictoria                               | その他受賞者：相沢明日加、弓川いち華 実行委員会特別賞：直井寧音、桃里れあ メディバンネップリ賞：RiO、相沢明日加、森谷花香                         |

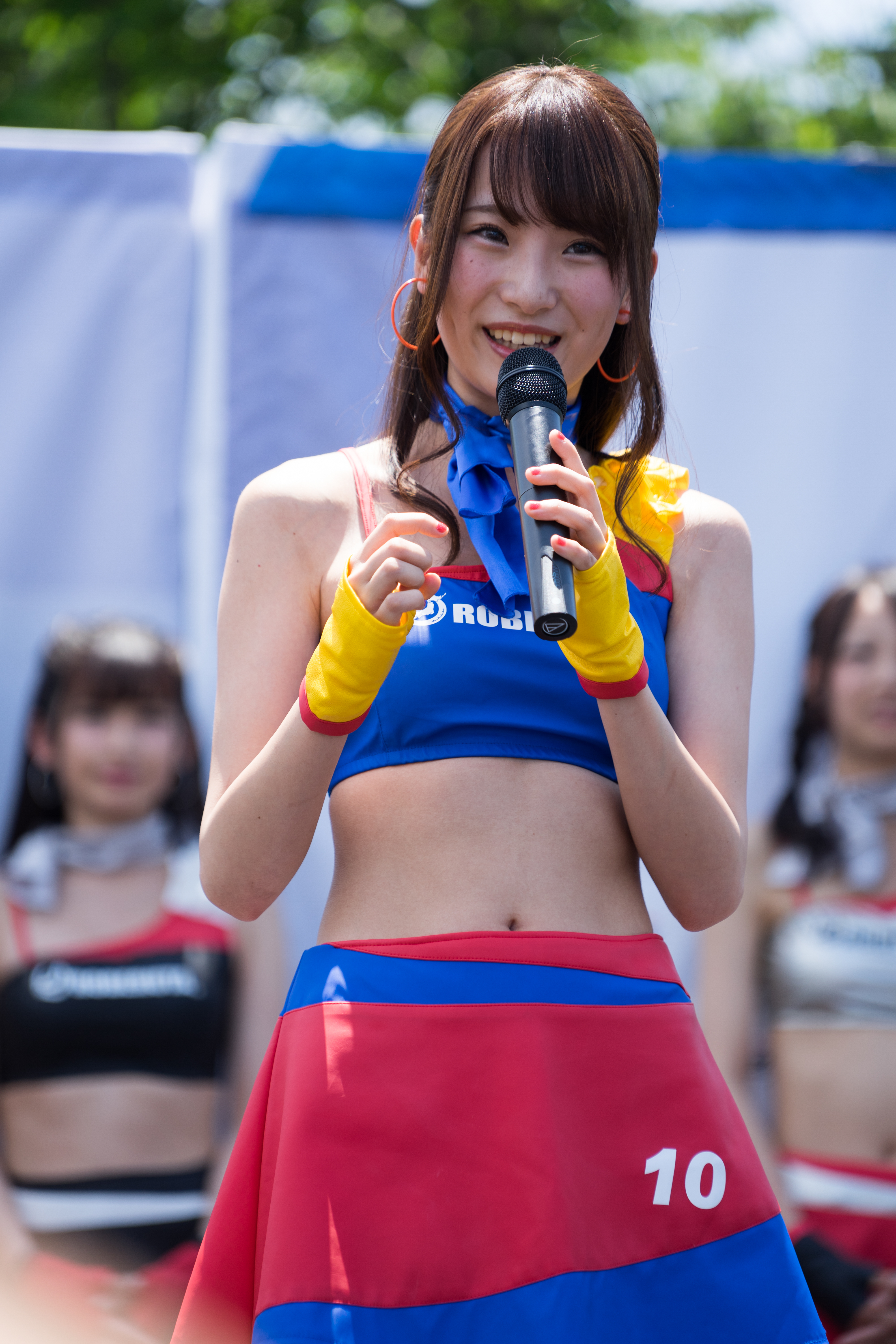
立花はる （2017年新人グランプリ）
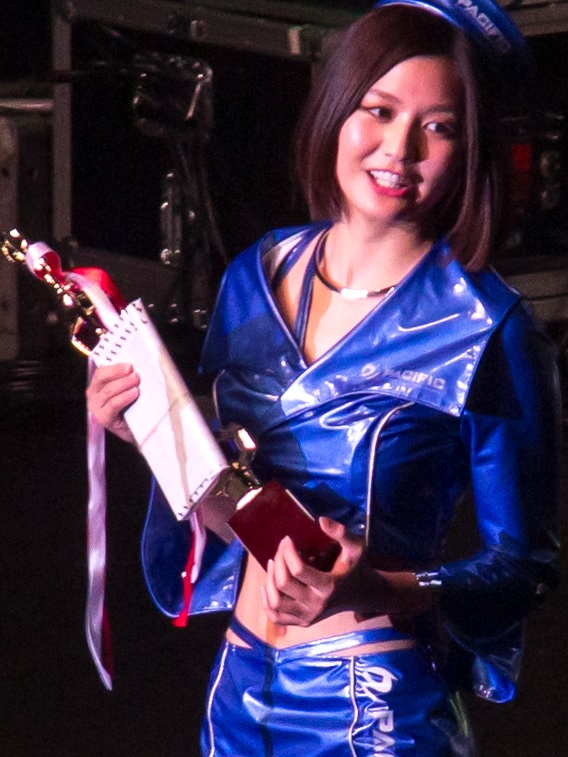
林ゆめ （2018年新人グランプリ）
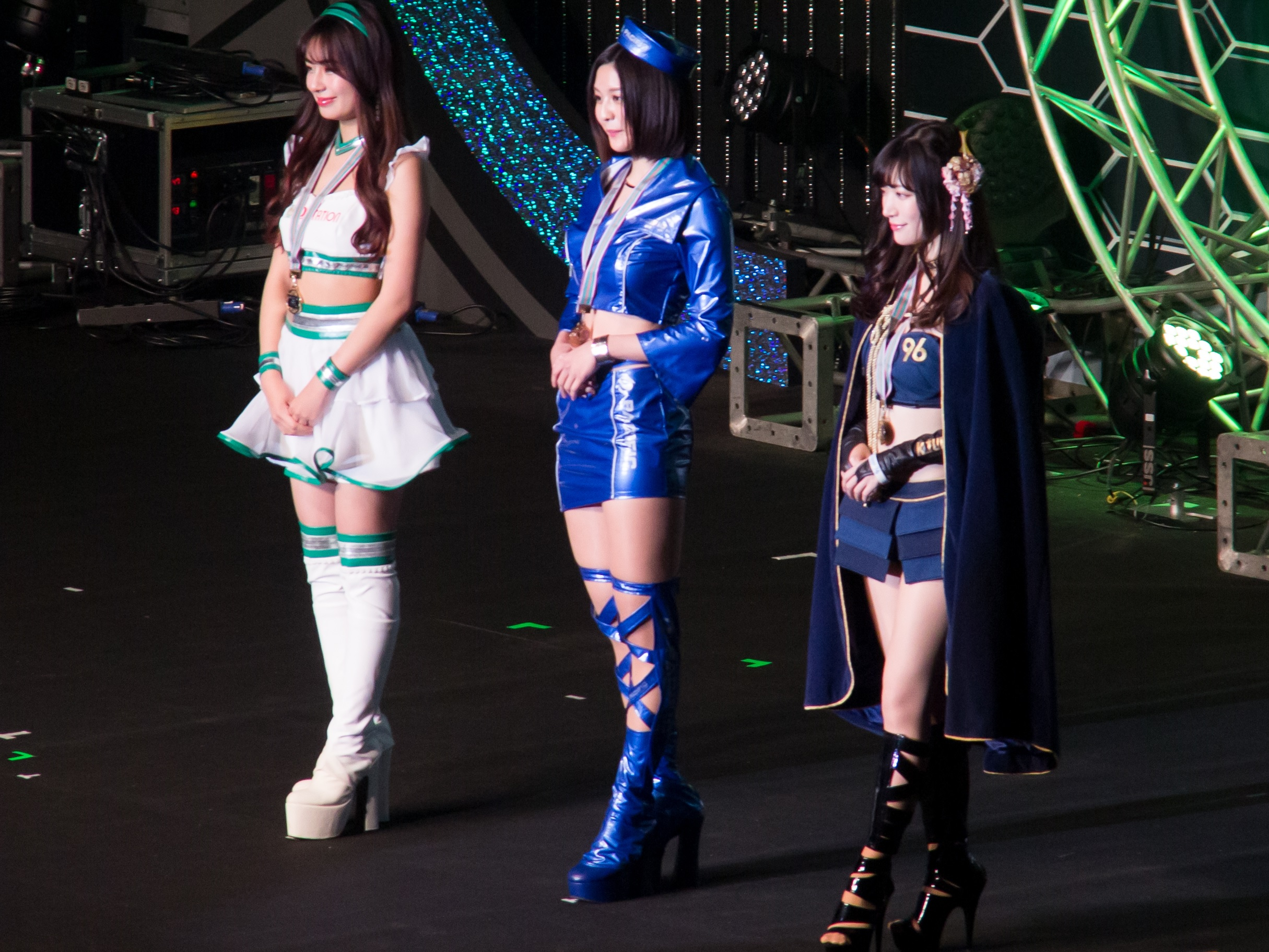
2018年度 新人賞 受賞者一同

### コスチュームディヴィジョン
日本レースクイーン大賞では「コスチューム部門」と呼称。
| 年     | 受賞チーム                          | 備考 |
| ------ | ----------------------------------- | --- |
| 2013年 | WedsSport Racing GALS               | メンバー：佐野真彩、岡田智子、田代綾夏                                                                            |
| 2014年 | 2014レーシングミク☆サポーターズ     | メンバー：水谷望愛、荒井つかさ、鴻上聖奈、山村ケレール                                                            |
| 2015年 | D'station2015フレッシュエンジェルズ | メンバー：佐崎愛里、日野礼香、林紗久羅、清瀬まち                                                                  |
| 2016年 | WedsSport Racing GALS               | メンバー：藤木由貴、河瀬杏美、小山桃                                                                              |
| 2017年 | Pacific Fairies                     | メンバー：阿久津真央、大島理沙、嶋田美彩、間宮葵、川崎あや、 藤咲百合香、杉原あやの、益田アンナ、Haruka、立花はる |
| 2018年 | KT Honey                            | メンバー：河瀬杏美、山下莉果、小嶋みやび                                                                          |
| 2019年 | ZENT sweeties 2019                  | メンバー：川村那月、チャナナ沙梨奈、福江ななか、芹沢まりな、澤田実架、南まりあ                                    |
| 2020年 | KOBELCO Girls/SARDイメージガール    | メンバー：中村比菜、太田麻美、松田蘭、原あゆみ                                                                    |
| 2021年 | リアライズガールズ                  | メンバー：織田真実那、林紗久羅、前田真実果、久保田杏奈                                                            |
| 2022年 | raffinee Lady／raffinee μ’s         | メンバー：近藤みやび、さかいゆりや、長坂有紗、広瀬晏夕、藤井マリー（以上Lady）、RiO、高橋紫微（以上μ’s）          |
| 2023年 | WedsSport Racing GALS               | メンバー：霧島聖子、南真琴、日南まみ                                                                              |
| 2024年 | raffinee Lady／raffinee μ’s         | メンバー：央川かこ、辻門アネラ、一ノ瀬のこ、一之瀬優香、佐々木美乃里、林れむ、RiO、広瀬晏夕                       |

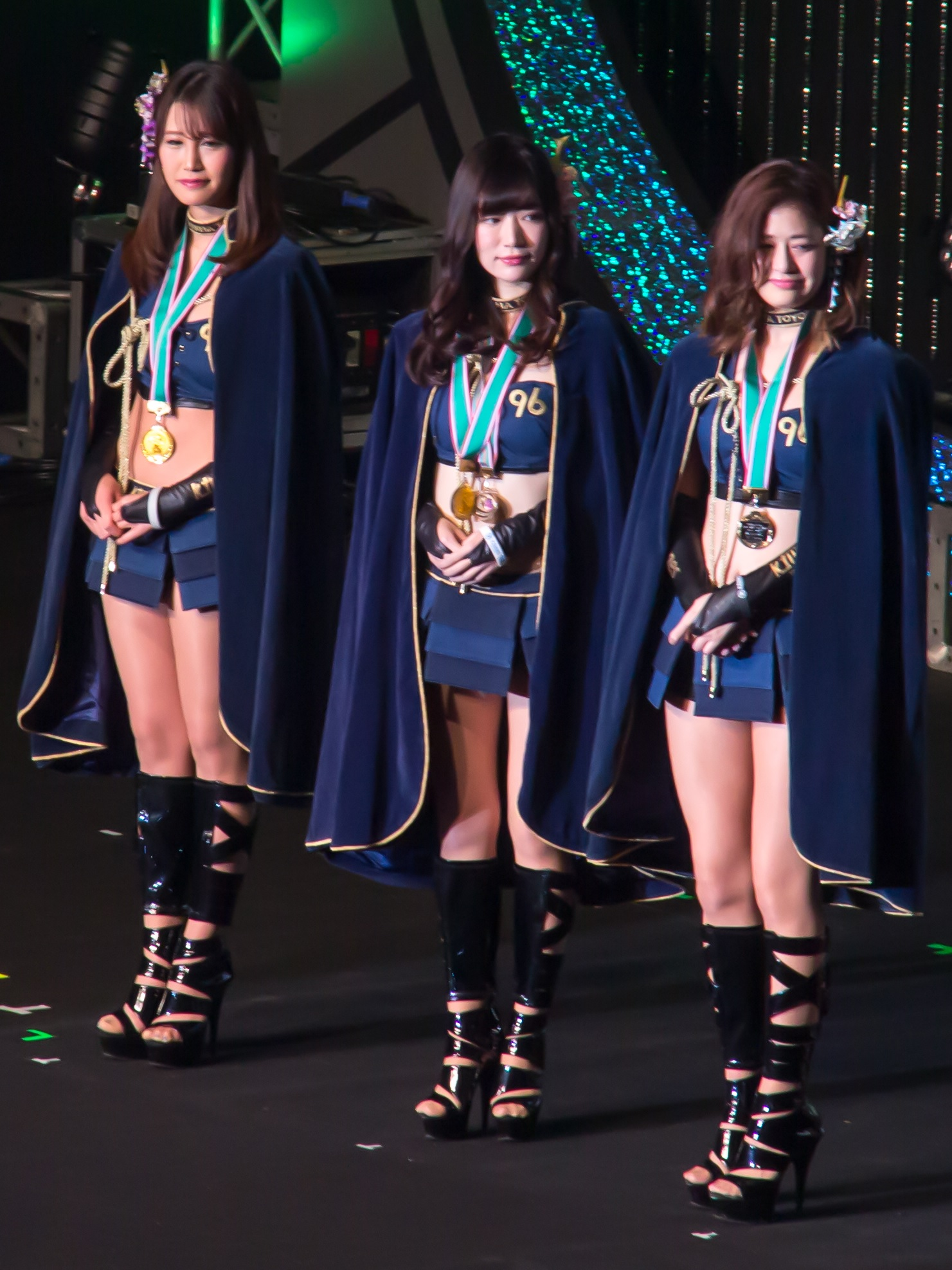
2018年度 コスチューム部門グランプリ KT Honey